# Bläsitor

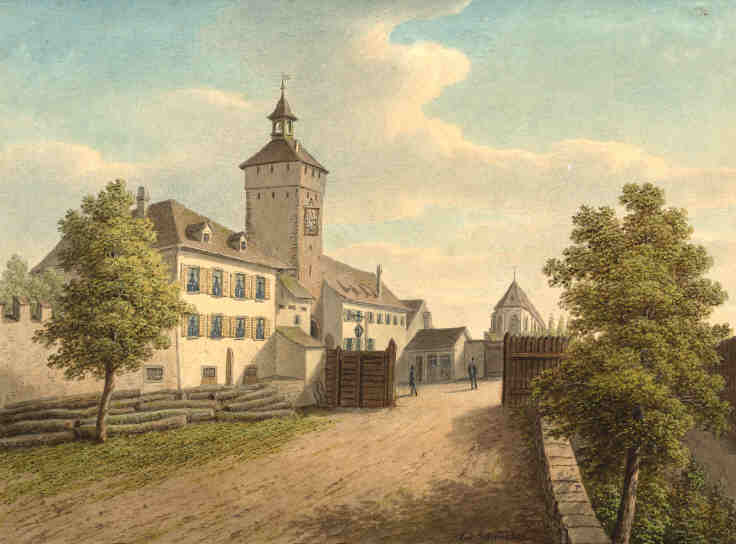
Das Bläsitor von aussen her gesehen. Rechts im Hintergrund die Klosterkirche Klingental (Aquarell, um 1840)

Das Bläsitor (Baseldeutsch Blääsidoor [ˈblæːs̆iˌdɔːʁ]) war ein Stadttor der Stadt Basel und einst Bestandteil der Basler Stadtmauer. Es war neben dem Riehentor das zweite Stadttor in Kleinbasel und war nach dem Kloster St. Blasien benannt, dessen Verwalter in der Nähe seinen Hof hatte. Es wurde im Zuge des Basler Stadterweiterungsgesetzes von 1859 im Jahr 1867 abgerissen.